# Orbitalny moment pędu światła
Orbitalny moment pędu światła (ang. orbital angular momentum of light, czyli OAM) jest składnikiem momentu pędu promienia świetlnego, który zależy od przestrzennej dystrybucji pola, ale nie od polaryzacji. Można go dalej podzielić na wewnętrzny i zewnętrzny OAM. Wewnętrzny OAM jest niezależnym od pochodzenia momentem pędu promienia świetlnego, który można skojarzyć z helikalnym albo skręconym czołem fali. Zewnętrzny OAM jest zależnym od pochodzenia momentem pędu, który można otrzymać jako iloczyn wektorowy położenia promienia świetlnego (środek promienia) i jego całkowitego pędu liniowego.
OAM jest czymś innym niż spinowy moment pędu światła (ang. spin angular momentum of light, czyli SAM) i nie powinien być z nim mylony.

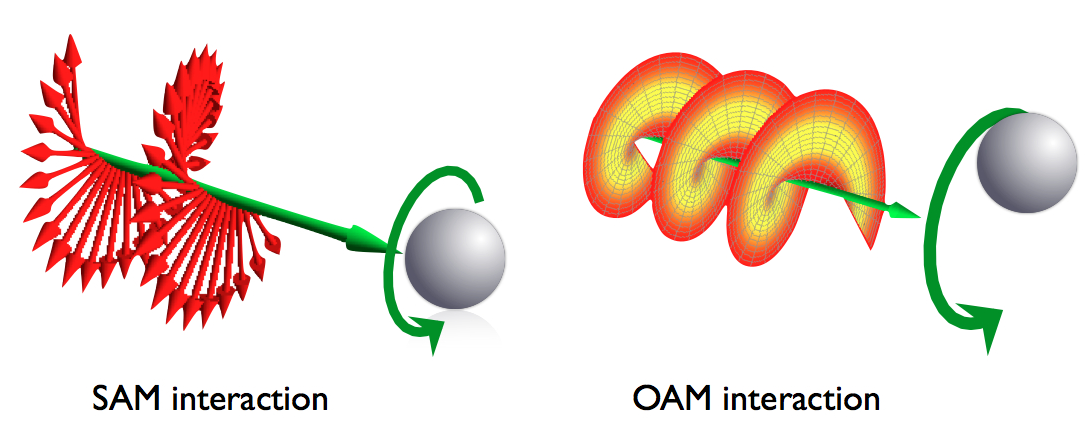
Oddziaływanie spinowego i orbitalnego momentu pędu z materią

## Możliwe zastosowania w telekomunikacji
Badania nad OAM ujawniły zdolność światła do przenoszenia przez światłowody niespotykanych ówcześnie ilości informacji. Wedle wstępnych testów, strumienie danych przenoszone przez promień światła rozszczepiony na 8 różnych polaryzacji pokazały zdolność transferu nawet 2,5 terabitów danych (odpowiednik 66 płyt DVD) na sekundę.